# آی‌پی‌ئی اروناواس
آی‌پی‌ئی اروناواس (انگلیسی: IPE Aeronaves) شرکت هوافضای برزیلی است، که در سال ۱۹۷۳ توسط ژائو کارلوس بوسکاردین تأسیس شد.